# Etiología del cáncer de pulmón

Correlación entre la aparición del tabaquismo con la incidencia de cáncer de pulmón desde comienzos del. Fuente: NIH.

Las principales causas del cáncer de pulmón, así como del cáncer en general, incluyen carcinógenos tales como el humo del cigarrillo, radiación ionizante e infecciones virales. La exposición a estos agentes causa cambios acumulativos sobre el ADN de las células, acumulándose progresivamente alteraciones genéticas que transforman el epitelio que reviste los bronquios del pulmón. A medida que hay daño más extenso, se desarrolla el cáncer de pulmón.

## Tabaquismo
La demostración de una relación positiva entre el tabaco y la aparición del cáncer de pulmón está bien establecida, hasta el punto que casi se considera más que un factor de riesgo un factor causal y es indiscutible por los datos acumulados estadística, clínica e investigativamente.

### Demostración estadística
Entre el 80-90% de los cánceres de pulmón se dan en fumadores, en activo o que hayan dejado de fumar recientemente, pero no hay evidencia concreta de que el fumar esté asociado a una variedad histológica concreta, aunque tiende a relacionarse más con el carcinoma epidermoide y con el cáncer de células pequeñas. Estadísticamente no se relaciona con el adenocarcinoma.
Los fumadores tienen un riesgo de 10 a 20 veces mayor de desarrollar cáncer de pulmón (según el número de cigarrillos fumados al día) que los no fumadores. Es decir, hay una relación dosis-respuesta lineal. Actualmente se usa más el índice paquetes-año como medidor de intensidad tabáquica, obtenido a partir del número de cigarrillos fumados al día por años fumando /20. La inhalación profunda, sobre todo si se fuma el último tercio del cigarrillo que se quema en los labios, porque ahí es donde se acumulan más sustancias tóxicas, predispone más al cáncer.
Cuantos más años de la vida haya fumado una persona y sobre todo si es a una edad temprana, está más relacionado con cáncer, ya que la dosis de cancerígenos es acumulativa. Por ejemplo, el riesgo aumenta entre 60-70 veces en un varón que fume dos cajetillas al día durante 20 años, en comparación con el no fumador. Aunque el abandono del tabaquismo reduce el riesgo de contraer cáncer de pulmón, no lo reduce a los niveles de quienes nunca fumaron. El abandono del hábito tabáquico, durante 10 años reduce el riesgo hasta el nivel de los sujetos controles (no fumadores). En los fumadores se producen alteraciones estructurales y funcionales en el epitelio bronquial (alteración de los cilios, hiperplasia mucosa con metaplasia escamosa, etc) que tardan años en desaparecer una vez que se ha abandonado el hábito; hasta más de 13 años.
Otros datos estadísticos que muestran tendencias y vínculos entre el cigarrillo y el cáncer de pulmón incluyen:
1. Tabaquismo pasivo: el fumador pasivo es la persona que no fuma pero que respira el humo del tabaco de los fumadores, ya sea en el hogar, en el trabajo o en lugares públicos. El fumador pasivo presenta niveles elevados de riesgo de contraer cáncer de pulmón, en relación con el no expuesto al humo de tabaco, pero inferiores en relación con el fumador activo.[8]  Existen personas que sugieren que el riesgo de contraer cáncer de pulmón es más elevado en los fumadores pasivos que en los fumadores activos, pero esto aún no ha sido demostrado conclusivamente, y dista de ser probable, por la mayor exposición del pulmón del fumador activo a los contaminantes cancerígenos del tabaco, en relación con el fumador pasivo.
2. Forma de presentación del tabaco: el fumar puros, habanos o pipa tiene casi las mismas probabilidades de causar cáncer de pulmón que fumar cigarrillos. No hay evidencia de que fumar cigarrillos con bajo contenido de alquitrán reduzca el riesgo de cáncer de pulmón.[9] Se piensa que el cigarrillo perjudica más que el tabaco de puro o pipa por tres motivos:
  1. el pH del cigarrillo es ácido frente al alcalino del puro. El pH ácido se rechaza menos por la mucosa bronquial, la irrita menos, y por esto los cancerígenos van a estar más tiempo en contacto  con ella.
  2. El papel del cigarrillo contiene alquitrán, que encierra hidrocarburos cancerígenos.[7]
  3. El tabaco suave perjudica más que el fuerte porque irrita menos la mucosa bronquial. En esencia, el tabaco rubio perjudica más que el negro.
3. Marihuana: un estudio que comparó cigarrillos de marihuana (741 to 985 mg) y de tabaco (900 to 1200 mg), encontró que al fumar marihuana la cantidad de alquitrán inhalado se triplica y que la cantidad de alquitrán depositado en el tracto respiratorio aumenta en un tercio.[10] Muchas de las sustancias del tabaco que causan cáncer también están en la marihuana. Algunos informes médicos indican que la marihuana podría causar cáncer de boca y de garganta con mayor frecuencia que el tabaco. Sin embargo, debido a que la marihuana es una sustancia ilegal, no es fácil obtener información acerca de la relación que la marihuana tiene con el cáncer sobre la base de fundamentos moleculares, celulares e histopatológicos.[11]
4. Grupos culturales: los grupos que defienden el no fumar como parte de su religión, como los Santos de los Últimos Días[12] y los adventistas del séptimo día,[13] tienen tasas mucho menores de cáncer de pulmón y de otros cánceres asociados con el fumar.
5. Asociación del tabaco con otros cánceres: el tabaco es el responsable del 30% de los cánceres en general y por orden de frecuencia decreciente son: labio, lengua, suelo de la boca, faringe, laringe, esófago: 75%. Vejiga urinaria: 30 %. Páncreas: 25%.[4]

### Demostración clínica

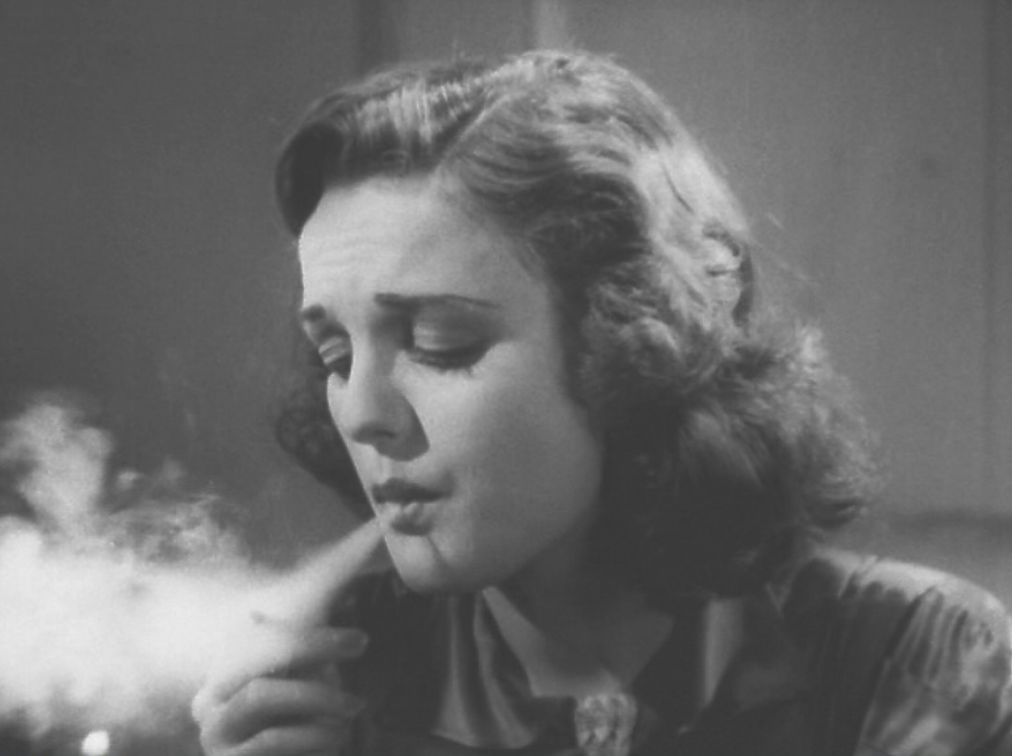
Aunque la tasa de mortalidad entre los hombres de países occidentales está en declinación, la tasa de mortalidad de mujeres por cáncer de pulmón está aumentando, debido al incremento en el número de nuevos fumadores en este grupo.

La principal prueba clínica procede en gran parte de la observación de los cambios histológicos en el epitelio respiratorio de los fumadores, donde existen en más del 90% células atípicas frente al 0,9% de los no fumadores.
La patogenia es la siguiente: el humo del tabaco llega a los alvéolos y allí los componentes hidrosolubles son absorbidos por la mucosa, no siendo absorbibles los liposolubles (brea o alquitrán) que contienen los hidrocarburos aromáticos policíclicos, los cuales son cancerígenos en animales. La brea es fagocitada por los macrófagos alveolares y eliminada con los mismos en el esputo, pero no todos los macrófagos alveolares se van a eliminar en el esputo; muchos de ellos, en su recorrido hacia la glotis, se rompen dejando la brea libre. Esta se va a depositar en la confluencia de los bronquios, sobre todo en los más superiores y periféricos, produciendo la irritación de los mismos. La brea irrita la mucosa y destruye la superficie del epitelio respiratorio, obligando a la membrana basal a aumentar su capacidad proliferativa. La membrana basal aumenta tanto su “turn over” (hiperplasia de células basales con estratificación del epitelio), que termina produciendo metaplasia de las células escamosas, que evolucionará a displasia (carcinoma in situ) y finalmente a anaplasia como carcinoma in situ y carcinoma invasor.

### Demostración experimental
Aunque las pruebas experimentales han venido en aumento en los últimos años, aún carecen de un vínculo importante; es decir, ha sido enfocada principalmente al intento de producir cáncer en animales de experimentación con extractos de humo de tabaco. Se han encontrado más de 1.200 sustancias, muchas de las cuales son carcinógenos potenciales como:
1. Iniciadores: hidrocarburos policíclicos aromáticos (alquitranes: alfabenzopireno). Interactúan con el sistema enzimático aril-hidrocarbono-hidroxilasa produciendo intercambios de electrones que modifican los ácidos nucleicos.
2. Promotores: derivados del fenol.
3. Elementos radiactivos: Polonio 210, Carbono-14, Potasio 40.

## Factores endógenos: genética y sexo

Polimorfismos del brazo corto (superior en la figura) del cromosoma 9 están asociadas a la aparición del cáncer de pulmón, especialmente en fumadores.

El cáncer de pulmón, igual que como ocurre en otras formas de cáncer, es iniciada por activación de oncogenes e inactivada por genes de supresión tumoral. Los oncogenes son genes que parecen hacer que un individuo sea más susceptible de contraer cáncer. Por su parte, los protooncogenes tienden a convertirse en oncogenes al ser expuestos a determinados carcinógenos.
1. Sexo: en varios estudios se ha determinado que las células del pulmón de la mujer son más sensibles de contraer cáncer cuando se exponen al humo del tabaco.[1]
2. Antecedentes personales y familiares: si se ha padecido un cáncer de pulmón, se tiene un mayor riesgo de contraer otro cáncer de pulmón. Los hermanos e hijos de las personas que han tenido cáncer de pulmón pueden tener un riesgo levemente mayor.  Si el padre y el abuelo de un individuo murieron por cáncer de pulmón, este individuo si fuma, la causa más probable de su muerte será un cáncer de pulmón.
3. Geografía y raza: hay una variabilidad en la incidencia.
4. Factores genéticos:
  1. la existencia de un factor genético ligado a la enzima arilhidrocarbonohidroxilasa (AHH) que es una enzima del metabolismo del benzopireno. Se ha observado en algunos enfermos un incremento de la AHH, enzima que tiene la capacidad de convertir los hidrocarburos policíclicos en sustancias altamente cancerígenas.[4] También se ha detectado en otros casos de déficit de vitamina A, que al parecer tienen un efecto similar.
  2. Se ha demostrado la existencia de oncogenes activados en el tejido tumoral del cáncer de pulmón. Estos comprenden amplificación de los oncogenes myc en los tumores de células pequeñas, mutaciones puntuales en regiones codificadoras de oncogenes ras en distintas líneas celulares y activaciones mutacionales específicas del oncogen K-ras en tumores de células no-pequeñas como los adenocarcinomas.[18] En la actualidad se está estudiando si los incrementos o alteraciones de las proteínas expresadas por estos genes activados juegan algún papel en la patogenia del cáncer de pulmón.
  3. Hay estudios que indican que la presencia de sustituciones de una única base se encuentran directamente relacionadas con mutaciones somáticas del cáncer. De manera que incluso sin presencia de un factor tumorigénico como el humo del tabaco, podría haber mutaciones en genes Ras o p53, o que codifican para la proteína APOBEC.[19]
  4. La inmunidad celular o humoral es un factor de susceptibilidad. Hasta ahora no se ha podido aclarar si la inmunodeficiencia es anterior o secundaria a la propia neoplasia.

Conclusión:  no se ha podido demostrar ningún factor responsable de la susceptibilidad genética. Cada día existe más evidencia de la participación de factores genéticos y otros biomarcadores de susceptibilidad en la predisposición al cáncer de pulmón.

### Heterocigosidad en el brazo corto del cromosoma9p
Se ha visto que esta alteración está presente en más del 50% de los carcinomas de pulmón no microcítico. El significado de dicha alteración todavía no se conoce, pero se sabe que los daños a cromosomas pueden hacer que ocurra una pérdida de heterocigocidad. Ello puede favorecer la inactivación de genes de inactivación tumoral.
Otros tipos de polimorfismo genético están asociados al cáncer de pulmón, como en el gen que codifica a la interleucina-1 al citocromo P450, los promotores de la apoptosis tales como la caspasa-8, y moléculas reparadores del ADN como la XRCC1. Aquellas personas que contengan estos polimorfismos están más predispuestos a la aparición del cáncer de pulmón como consecuencia de una o repetidas exposiciones a carcinógenos.

## Riesgos industriales: trabajo y ocupaciones

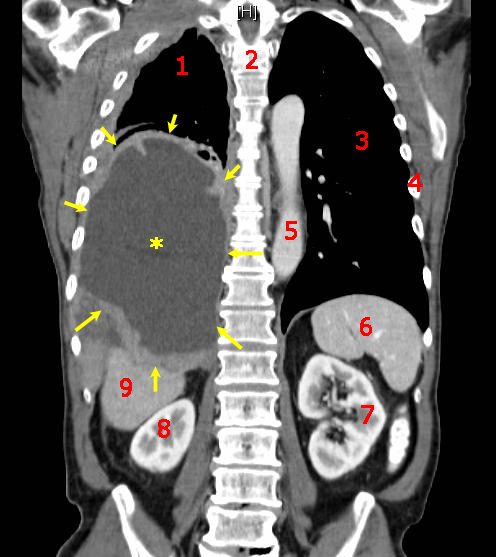
Mesotelioma maligno (flechas amarillas) con efusión pleural (asterisco amarillo). Leyenda:
1. Pulmón derecho,
2. columna vertebral,
3. Pulmón izquierdo,
4. Costillas,
5. Aorta,
6. Bazo,
7. Riñón izquierdo,
8. Riñón derecho,
9. Hígado.

- Asbesto: es otro factor de riesgo para el cáncer de pulmón. Las personas que trabajan con asbesto tienen un riesgo mayor de padecer de cáncer de pulmón y, si además fuman, el riesgo aumenta enormemente.[25] Aunque el asbesto se ha utilizado durante muchos años, los gobiernos occidentales casi han eliminado su uso en el trabajo y en los productos para el hogar. El tipo de cáncer de pulmón relacionado con el asbesto, el mesotelioma, a menudo empieza en la pleura.
- Radón: el radón es un gas radiactivo que se produce por la desintegración natural del uranio. El radón es invisible y no tiene sabor ni olor. Este gas puede concentrarse en los interiores de las casas y convertirse en un posible riesgo de cáncer.[26]

Algunos trabajadores relacionados con la industria del asbesto, arsénico, azufre, (las tres Aes) cloruro de vinilo, hamatita, materiales radiactivos, cromatos de níquel, productos de carbón, gas mostaza, éteres de clorometilo, gasolina y derivados del diésel, hierro, berilio, etc., considerando que el no fumador tiene una probabilidad de 1 de padecer el cáncer de pulmón, que el fumador tiene 30 o 40, el trabajador de estas industrias tiene un riesgo cinco veces aún mayor. Todos los tipos de radiaciones son carcinogénicas. El uranio es débilmente radiactivo, pero el cáncer de pulmón es cuatro veces más frecuente entre los mineros de las minas de uranio no fumadores, que en la población general y diez veces más frecuente entre los mineros fumadores.

## Contaminación urbana y atmosférica
Es concebible que los contaminantes de la atmósfera (especialmente la urbana) jueguen algún papel en el incremento de la incidencia del carcinoma broncogénico en nuestros días. El cáncer de pulmón es más frecuente en la ciudad que en el campo (1,3-2,3 veces superior entre varones con similar consumo de cigarrillos) debido a:
- Humos de motores de explosión (coches y vehículos de motor en general) y sistemas de calefacción. El dióxido de sulfuro, es una de las sustancias reductoras cancerígenas más importantes.
- Partículas de brea del pavimento de las calles.
- Partículas radiactivas.
- El gas radón natural y la radiactividad son muy abundantes en algunas zonas geográficas.[26]

Estos cuatro factores tienen un mecanismo de acción igual que el tabaco. Aunque la mayoría de los autores reconocen la existencia de un pequeño factor urbano en la incidencia del cáncer de pulmón, el principal culpable, con aplastante diferencia numérica, es el tabaco.

## Cicatrización: patología bronquial previa
En más del 70% de los casos de scar carcinoma se trata de adenocarcinomas y la interpretación patogénica supone que la malignización sea debida a la proliferación atípica de células malignas en el proceso de regeneración epitelial de estas lesiones, o que hayan quedado atrapadas en el tejido de la cicatriz sustancias carcinógenas, como por ejemplo el colesterol en las lesiones tuberculosas antiguas; se teoriza que este atrapamiento se podría explicar por el bloqueo linfático ocasionado por la cicatriz, con acumulación de histocitos cargados de partículas virales o sustancias químicas. Sin embargo, en la mayoría de estos tumores, la fibrosis es secundaria al cáncer, en lugar de ser una lesión preexistente.
1. Bronquitis crónica: se acepta que puede producir cáncer de pulmón.
2. Tuberculosis: es una irritación crónica sobre el parénquima pulmonar que deja una cicatriz tuberculosa que favorece la aparición de cáncer de pulmón (scar carcinoma o cáncer sobre cicatriz, sobre todo el adenocarcinoma).
3. Bronquiectasias, zonas de infarto pulmonar, inclusiones de cuerpos extraños, fibrosis pulmonar idiopática (el 10% muere por cáncer broncogénico), esclerodermia y cicatrices de otra naturaleza.

## Virus
Se sabe que ciertos virus pueden causar cáncer de pulmón en animales y evidencias recientes sugieren que tienen un potencial similar en humanos. La relación de los virus con el cáncer de pulmón tiene dos bases diferentes:
1. En el ámbito experimental, se supone una incidencia de metaplasia del epitelio bronquial producida por paramixovirus, el Virus del Papiloma Humano,[29] el Papovirus SV-40, el virus BK, virus JC y el citomegalovirus.[30]
2. En cuanto a la patología humana, se observa una vinculación con el carcinoma bronquioalveolar, probablemente por alteración del ciclo celular y la inhibición de la apoptosis, permitiendo división celular descontrolada.

## Dieta
Algunos estudios concluyen que una alimentación con pocos alimentos de clase vegetal, podría aumentar el riesgo de cáncer de pulmón en personas que están expuestas al humo del tabaco. Es posible que las manzanas, las cebollas y otras frutas y alimentos de origen vegetal contengan sustancias que ofrecen cierta protección contra el cáncer de pulmón.
Se piensa que ciertas vitaminas, sobre todo las vitaminas A y C, son protectoras de las mucosa bronquial, por su capacidad de inactivar los radicales libres de los carcinógenos, o por su capacidad de regular de forma precisa ciertas funciones celulares, a través de distintos mecanismos. Sin embargo, no hay estudios que hayan podido demostrar que el uso prolongado de mulitivitaminas reducen el riesgo de desarrollar cáncer de pulmón.
Pero se ha demostrado que el β-caroteno fue ineficaz como quimioprevención del cáncer de pulmón y que además dos extensos estudios, de 18000 y 29000 participantes, respectivamente, demostraron que el consumo de beta-caroteno incrementó (en lugar de reducir) el riesgo de contraer cáncer de pulmón (18% de media), y particularmente en el caso de los fumadores de 40 o más cigarrillos diarios, que experimentaron un incremento en la incidencia del 42%. Desde el año 2007 no se recomienda el uso de β-caroteno como suplemento quimiopreventivo del cáncer de pulmón en individuos con antecedentes de consumo de cigarrillos mayor a 20 paquetes-año o con antecedentes familiares o personales de cáncer de pulmón.
Irónicamente, durante el curso de estos estudios, el efecto carcinogénico del beta-caroteno se tradujo en un aumento de la mortalidad por cáncer de pulmón, precisamente en quienes consumieron beta-caroteno con la esperanza de proteger su salud.  Esto sucedió tanto en aquellos que recibieron beta-caroteno solo o combinado con vitamina A o E.  Investigaciones relacionadas con la vitamina E muestran evidencias concluyentes que esa vitamina tomada en grandes dosis, puede aumentar el riesgo de cáncer de pulmón, un riesgo especialmente exclusivo entre fumadores. Los estudios especulan que el beta-caroteno, considerado tradicionalmente como un antioxidante podría metabolizarse a "pro-oxidante" una vez dentro del organismo humano.